# Giuseppe Wilson
Giuseppe Wilson (27. říjen 1945, Darlington, Anglie – 6. březen 2022, Řím, Itálie) byl italský fotbalový obránce.
Narodil se v Anglii, ale v dětství se odstěhoval s rodiči do Neapole. Začal hrát v místních klubech Cirio a Internapoli. V roce 1969 jej koupilo společně s Chinagliou klub Lazio. Zde odehrál deset sezon a nastoupil celkem do 394 utkání ve kterých vstřelil osm branek. V sezoně 1973/74 získal svůj jediný titul v lize. Zastával dlouhou dobu funkci kapitána. V roce 1978 odešel na rok do amerického klubu New York Cosmos. Zde vyhrál titul a vrátil se zpět do Lazia. V roce 1980 byl zapleten do skandálu Totonero. Hrozilo mu doživotní zákaz fotbalu, nakonec dostal tři roky stop a po vítězném MS 1982 mu byl trest prominut. To už ale nehrál, protože po skandálu ukončil kariéru.
Za reprezentaci odehrál tři utkání. Byl na MS 1974 kde odehrál dva zápasy jako náhradník.

## Hráčská statistika
| Sezóna  | Klub        | Liga    | Liga   | Liga       | Ligové poháry | Ligové poháry | Ligové poháry | Kontinentální poháry | Kontinentální poháry | Kontinentální poháry | Celkem | Celkem |
| Sezóna  | Klub        | Soutěž  | Zápasy | Obdr. Góly | Soutěž        | Zápasy        | Góly          | Soutěž               | Zápasy               | Góly                 | Zápasy | Góly   |
| ------- | ----------- | ------- | ------ | ---------- | ------------- | ------------- | ------------- | -------------------- | -------------------- | -------------------- | ------ | ------ |
| 1965/66 | Internapoli | Serie D | 18     | 0          | -             | 0             | 0             | -                    | 0                    | 0                    | 18     | 0      |
| 1966/67 | Internapoli | Serie D | 34     | 0          | -             | 0             | 0             | -                    | 0                    | 0                    | 34     | 0      |
| 1967/68 | Internapoli | Serie C | 34     | 0          | -             | 0             | 0             | -                    | 0                    | 0                    | 34     | 0      |
| 1968/69 | Internapoli | Serie C | 38     | 0          | -             | 0             | 0             | -                    | 0                    | 0                    | 38     | 0      |
| 1969/70 | Lazio       | Serie A | 28     | 0          | IP            | 1             | 0             | -                    | 0                    | 0                    | 29     | 0      |
| 1970/71 | Lazio       | Serie A | 29     | 0          | IP            | 3             | 0             | -                    | 0                    | 0                    | 32     | 0      |
| 1971/72 | Lazio       | Serie B | 38     | 0          | IP            | 10            | 0             | -                    | 0                    | 0                    | 48     | 0      |
| 1972/73 | Lazio       | Serie A | 30     | 0          | IP            | 4             | 0             | -                    | 0                    | 0                    | 34     | 0      |
| 1973/74 | Lazio       | Serie A | 30     | 1          | IP            | 8             | 0             | UEFA                 | 4                    | 0                    | 42     | 1      |
| 1974/75 | Lazio       | Serie A | 30     | 0          | IP            | 4             | 0             | -                    | 0                    | 0                    | 34     | 0      |
| 1975/76 | Lazio       | Serie A | 28     | 1          | IP            | 10            | 1             | UEFA                 | 3                    | 0                    | 41     | 2      |
| 1976/77 | Lazio       | Serie A | 29     | 1          | IP            | 4             | 0             | -                    | 0                    | 0                    | 33     | 1      |
| 1977/78 | Lazio       | Serie A | 30     | 1          | IP            | 4             | 0             | UEFA                 | 3                    | 1                    | 27     | 2      |
| 1978    | NY Cosmos   | NASL    | 16     | 0          | -             | 0             | 0             | -                    | 0                    | 0                    | 16     | 0      |
| 1978/79 | Lazio       | Serie A | 29     | 2          | IP            | 4             | 0             | -                    | 0                    | 0                    | 33     | 2      |
| 1979/80 | Lazio       | Serie A | 23     | 0          | IP            | 6             | 0             | -                    | 0                    | 0                    | 29     | 0      |
| Celkově | Celkově     | Celkově | 482    | 6          | -             | 58            | 1             | -                    | 10                   | 1                    | 550    | 8      |

## Hráčské úspěchy

### Klubové
- 1× vítěz italské ligy (1973/74)
- 1× vítěz americké ligy (1978)

### Reprezentační
- 1× na MS (1974)